# Lebensmittelherstellendes Gewerbe

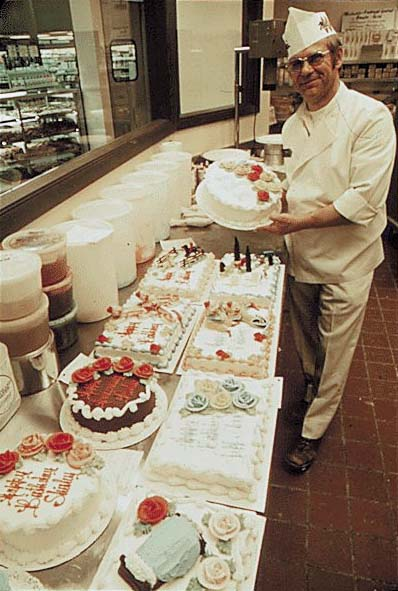
Ernährungshandwerk: Konditor

Das lebensmittelherstellende Gewerbe fertigt Lebensmittel und Getränke im nichtindustriellen Wirtschaftszweig, also im Rahmen des Ernährungs- und Lebensmittelhandwerks.
Es ist Bestandteil der Lebensmittelwirtschaft. Zu ihm zählen vor allem Fleischereien, Bäckereien und Konditoreien. Sie stehen im Wettbewerb untereinander und mit dem Lebensmitteleinzelhandel, jedoch mit deutlich geringerer Bedeutung regionaler oder gar nationaler Nachfragebündelung. Sowohl in der Beschaffung als auch im Absatz herrschen lokale Strategien vor. Zum Ernährungshandwerk zählen definitorisch weiterhin einige Spezialbranchen, wie Müller, Brauer, Mälzer und Weinküfer. Die amtliche Statistik des deutschen statistischen Bundesamtes erfasst nur noch Fleischer, Bäcker und Konditoren.

## Entwicklung
Die Bedeutung des Ernährungshandwerks geht stetig zurück. Vor allem im Bereich der Fleischerfachgeschäfte sinkt der Marktanteil zugunsten der Supermärkte und hier insbesondere zugunsten deren SB-Fleischanteils. Im Bereich der Bäckereien gibt es einen vorherrschenden Trend zu industriellen Großbäckereien mit angegliederten Verkaufsniederlassungen, die viele handwerklich geprägte Bäckereien verdrängt haben und weiter verdrängen werden. In jüngster Zeit gewinnen Selbstbedienungs-Backwarengeschäfte an Bedeutung, was diesen Trend noch verstärkt.
Im Gegenzug versuchen sich Betriebe des Ernährungshandwerks einerseits im Bereich der Vermarktung regionaler Produkte zu positionieren, andererseits bemühen sie sich um die Vermittlung einer herausgehobenen Qualität, z. B. durch die Vermarktung von Produkten aus Qualitätsprogrammen. Häufig findet sich auch eine Kombination beider Ansätze. Ein weiterer Versuch, sich zu behaupten, wird durch zusätzliche Dienstleistungsangebote unternommen. Ein Beispiel hierfür sind Imbiss-Bereiche in Bäckereien und Metzgereien.

## Marktdaten
Deutschlandweit sind innerhalb des Ernährungshandwerks in rund 40.000 Betrieben etwa 480.000 Beschäftigte (inkl. Teilzeitbeschäftigte) tätig. Im Ernährungshandwerk absolvieren rund 30.000 Lehrlinge eine Berufsausbildung. Der Branchenumsatz liegt bei rund 29 Mrd. Euro.
Quellen: Destatis, Zentralverband des deutschen Handwerks.
Die Abgrenzung von Lebensmittelindustrie und -handwerk ist unscharf. Man unterscheidet seltener nach Herstellungsverfahren als nach Mitarbeiteranzahl zwischen handwerklichen und industriellen Unternehmen. In der Lebensmittelwirtschaft erfasst die amtliche deutsche Statistik Betriebe des produzierenden Gewerbes ab einer Größe von 20 Beschäftigten. Die sich daraus ergebende Zahl an Betrieben wird in der Regel mit der Zahl der Industriebetriebe gleichgesetzt. Im Handwerk richtet sich die Zugehörigkeit üblicherweise nach der Zugehörigkeit zu Innungen, Kammern et cetera. und nicht nach der Betriebsgröße. In der Systematik der Handwerksorganisationen kann es also auch größere Handwerksbetriebe geben.